# Nesslau-Krummenau
Nesslau-Krummmenau es una comuna suiza del cantón de San Galo, ubicada en el distrito de Toggenburgo. Limita al norte con las comunas de Hemberg, Urnäsch (AR) y Hundwil (AR), al este con Wildhaus-Alt St. Johann, al sur con Stein, Amden y Schänis, y al oeste con Ebnat-Kappel.
La comuna es el resultado de la fusión el 1 de enero de 2005 de las comunas de Nesslau y Krummenau.

## Transportes
Ferrocarril
Cuenta con una estación en la que efectúan parada trenes de cercanías pertenecientes a la red S-Bahn San Galo.